# Emi Kawabata
Emi Kawabata (jap. 川端絵美 Kawabata Emi; ur. 13 lutego 1970 w Sapporo) – japońska narciarka alpejska.

## Kariera
Po raz pierwszy na arenie międzynarodowej pojawiła się w 1986 roku, startując na mistrzostwach świata juniorów w Bad Kleinkirchheim, gdzie zajęła 9. miejsce w zjeździe, 17. w gigancie i 19. w slalomie. Na rozgrywanych dwa lata później mistrzostwach świata juniorów w Madonna di Campiglio była siódma w supergigancie i dziewiąta w gigancie.
Pierwsze punkty w zawodach Pucharu Świata zdobyła 24 lutego 1991 roku w Furano, zajmując 15. miejsce w supergigancie. Na podium zawodów pucharowych jedyny raz stanęła 18 grudnia 1993 roku w Sankt Anton am Arlberg, kończąc rywalizację w zjeździe na trzeciej pozycji. W zawodach tych wyprzedziły ją jedynie dwie Austriaczki: Anja Haas i Anita Wachter. W sezonie 1991/1992 zajęła 58. miejsce w klasyfikacji generalnej, a w klasyfikacji kombinacji była dziewiąta.
Wystartowała na igrzyskach olimpijskich w Calgary w 1988 roku, zajmując między innymi 14. miejsce w zjeździe i 19. w slalomie. Podczas rozgrywanych cztery lata później igrzysk w Albertville była jedenasta w zjeździe, trzynasta w kombinacji, a w supergigancie zajęła 31. miejsce. Brała również udział w igrzyskach olimpijskich w Lillehammer w 1994 roku, gdzie jej najlepszym wynikiem było 19. miejsce w kombinacji. Była też między innymi piąta w zjeździe na mistrzostwach świata w Vail w 1989 roku.

## Osiągnięcia

### Igrzyska olimpijskie
| Miejsce | Dzień     | Rok  | Miejscowość | Konkurencja | Czas biegu | Strata     | Zwyciężczyni       |
| ------- | --------- | ---- | ----------- | ----------- | ---------- | ---------- | ------------------ |
| 14.     | 19 lutego | 1988 | Calgary     | Zjazd       | 1:25,86    | +1,99      | Marina Kiehl       |
| DNF2    | 21 lutego | 1988 | Calgary     | Kombinacja  | 29,25 pkt  | -          | Anita Wachter      |
| 24.     | 22 lutego | 1988 | Calgary     | Supergigant | 1:19,03    | +3,21      | Sigrid Wolf        |
| DNF2    | 24 lutego | 1988 | Calgary     | Gigant      | 2:06,49    | -          | Vreni Schneider    |
| 19.     | 26 lutego | 1988 | Calgary     | Slalom      | 1:36,69    | +12,66     | Vreni Schneider    |
| 13.     | 13 lutego | 1992 | Albertville | Kombinacja  | 2,55 pkt   | +63,55 pkt | Petra Kronberger   |
| 11.     | 15 lutego | 1992 | Albertville | Zjazd       | 1:52,55    | +1,97      | Kerrin Lee-Gartner |
| 31.     | 18 lutego | 1992 | Albertville | Supergigant | 1:21,22    | +6,09      | Deborah Compagnoni |
| DSQ2    | 19 lutego | 1992 | Albertville | Gigant      | 2:12,74    | -          | Pernilla Wiberg    |
| DNS     | 20 lutego | 1992 | Albertville | Slalom      | 1:32,68    | -          | Petra Kronberger   |
| 24.     | 15 lutego | 1994 | Lillehammer | Supergigant | 1:22,15    | +1,75      | Diann Roffe        |
| 21.     | 19 lutego | 1994 | Lillehammer | Zjazd       | 1:35,93    | +2,36      | Katja Seizinger    |
| 17.     | 21 lutego | 1994 | Lillehammer | Kombinacja  | 3:05,16    | +13,06     | Pernilla Wiberg    |
| DNS     | 24 lutego | 1994 | Lillehammer | Gigant      | 2:30,97    | -          | Deborah Compagnoni |

### Mistrzostwa świata
| Miejsce | Dzień       | Rok  | Miejscowość   | Konkurencja | Czas biegu | Strata     | Zwyciężczyni       |
| ------- | ----------- | ---- | ------------- | ----------- | ---------- | ---------- | ------------------ |
| DSQ2    | 30 stycznia | 1987 | Crans-Montana | Kombinacja  | 15,32 pkt  | -          | Erika Hess         |
| 23.     | 1 lutego    | 1987 | Crans-Montana | Zjazd       | 1:43,80    | +3,96      | Maria Walliser     |
| 19.     | 3 lutego    | 1987 | Crans-Montana | Supergigant | 1:19,17    | +4,07      | Maria Walliser     |
| 32.     | 5 lutego    | 1987 | Crans-Montana | Gigant      | 2:21,22    | +8,90      | Vreni Schneider    |
| DNF2    | 7 lutego    | 1987 | Crans-Montana | Slalom      | 1:33,30    | -          | Erika Hess         |
| 11.     | 2 lutego    | 1989 | Vail          | Kombinacja  | 5,65 pkt   | +77,55 pkt | Tamara McKinney    |
| 5.      | 5 lutego    | 1989 | Vail          | Zjazd       | 1:46,50    | +1,82      | Maria Walliser     |
| 16.     | 8 lutego    | 1989 | Vail          | Supergigant | 1:19,46    | +1,41      | Ulrike Maier       |
| 23.     | 11 lutego   | 1989 | Vail          | Gigant      | 2:29,37    | +3,30      | Vreni Schneider    |
| 17.     | 7 lutego    | 1989 | Vail          | Slalom      | 1:30,88    | +7,39      | Mateja Svet        |
| 17.     | 26 stycznia | 1991 | Saalbach      | Zjazd       | 1:29,12    | +1,94      | Petra Kronberger   |
| 31.     | 29 stycznia | 1991 | Saalbach      | Supergigant | 1:08,72    | +3,58      | Ulrike Maier       |
| 8.      | 31 stycznia | 1991 | Saalbach      | Kombinacja  | 26,45 pkt  | +44,32 pkt | Chantal Bournissen |
| DSQ1    | 1 lutego    | 1991 | Saalbach      | Slalom      | 1:25,90    | -          | Vreni Schneider    |
| 33.     | 2 lutego    | 1991 | Saalbach      | Gigant      | 2:07,45    | +7,16      | Pernilla Wiberg    |
| DNF1    | 5 lutego    | 1993 | Morioka       | Kombinacja  | 3,39 pkt   | -          | Miriam Vogt        |
| 30.     | 9 lutego    | 1993 | Morioka       | Slalom      | 1:27,66    | +10,11     | Karin Buder        |
| 30.     | 10 lutego   | 1993 | Morioka       | Gigant      | 2:17,59    | +9,35      | Carole Merle       |
| 29.     | 11 lutego   | 1993 | Morioka       | Zjazd       | 1:27,38    | +2,03      | Kate Pace          |
| 32.     | 14 lutego   | 1993 | Morioka       | Supergigant | 1:33,52    | +3,22      | Katja Seizinger    |

### Mistrzostwa świata juniorów
| Miejsce | Dzień       | Rok  | Miejscowość          | Konkurencja | Czas biegu | Strata | Zwyciężczyni       |
| ------- | ----------- | ---- | -------------------- | ----------- | ---------- | ------ | ------------------ |
| 9.      | 20 lutego   | 1986 | Bad Kleinkirchheim   | Zjazd       | 1:40,93    | +2,17  | Hilary Lindh       |
| 17.     | 21 lutego   | 1986 | Bad Kleinkirchheim   | Gigant      | 2:06,61    | +4,08  | Lucia Medzihradská |
| 19.     | 22 lutego   | 1986 | Bad Kleinkirchheim   | Slalom      | 1:31,92    | +3,38  | Christa Hartmann   |
| 7.      | 28 stycznia | 1988 | Madonna di Campiglio | Supergigant | 1:16,26    | +1,60  | Sabine Ginther     |
| 9.      | 30 stycznia | 1988 | Madonna di Campiglio | Gigant      | 1:53,22    | +2,06  | Sabine Ginther     |

### Puchar Świata

#### Miejsca w klasyfikacji generalnej
- sezon 1990/1991: 87.
- sezon 1991/1992: 58.
- sezon 1992/1993: 112.
- sezon 1993/1994: 64.

#### Miejsca na podium
1. Sankt Anton am Arlberg – 18 grudnia 1993 (zjazd) – 3. miejsce